# ソニーセミコンダクタマニュファクチャリング山形テクノロジーセンター
ソニーセミコンダクタマニュファクチャリング株式会社 山形テクノロジーセンターは、山形県鶴岡市に所在するソニーセミコンダクタソリューションズグループのCMOSイメージセンサ製造拠点である。
NECの生産子会社（鶴岡東工場）として発足するが、変転を遂げ、ソニーセミコンダクタソリューションズ傘下の生産子会社ソニーセミコンダクタマニュファクチャリングにおける事業所のひとつとなった。NEC山形には2004年4月の段階で他に、山形工場、鶴岡工場、高畠工場があった。

## 概要
昭和30年代、トランジスタの生産は旺盛な需要の拡大に伴い急伸を遂げていた。そうした中、1964年1月、日本電気（NEC）常務会は繊細な手作業が求められていたトランジスタ生産に関し、玉川半導体工場（神奈川県川崎市）で就労する多数の女性工員を輩出していた東北の山形県米沢市周辺を新規工場の建設地として承認した。
承認にあたってはNECの協力企業であった米沢製作所の西梅枝融社長が陰に陽に力を尽くした。同年3月には、NEC常務と同社木下総務部管理係長らが現地調査と交渉のため、米沢に近い高畠町役場を訪れた。しかし、この常務は「雪国に工場を作ってもうまくいく筈はない。もしやるにしても5年で引き揚げてくる程度の投資が限度。無理に（用地）を買わなくても良い。もっとよく調べてきてくれ。」と漏らし、木下係長を残しそそくさと帰社した。
西梅枝米沢製作所社長の肝いりで、当時の新野廣吉高畠町長ら町幹部と木下係長が山形県企業誘致対策室職員の立ち会う中、交渉を開始する。席上、町は、「会社の希望は何でも出してください。ここで約束したことは、必ず実行します。」と述べ、必死の覚悟を示し、それを受けた木下係長もなんとしてもNECの地方進出第1号を成功させたいと会社側の要求として、土地価格は整地仕上り坪1,000円以内、土地取引は実測による、樹木は残すことのほか、国鉄糠野目駅（現：JR東日本高畠駅）東口の開設と自動即時電話の米沢局扱いの実現からなる19の要望項目を町側に提示した。翌日、新野町長は「議事録よりも町の誠意を知ってもらうため、誓約する覚書の形にしました。もちろん口頭で申し入れられたことは、すべて町は守ります。昨日、常務が今年中に操業したいとあいさつされたが、そのためにも今月中に土地の売買契約をして頂きます。」と告げた。こうした町の熱意を受け止めた木下係長は帰社後、高畠進出の決裁を得るため社内を東奔西走した。
同年4月10日、NECと42名の地権者は売買契約の一括契約を締結する。加えて町は高畠工場の従業員を募るため、町報号外を発行。その呼びかけに女子中卒者100名が応募するなど、工場進出を不安視するNECの懸念を払拭すべく、新野町長を筆頭に町職員や議会さらには、町民もそれぞれにNECの進出に向け協力を惜しまなかった。そして、進出にあたり最大の難関と思われていた糠野目駅東口の設置や米沢電話局加入の特例措置も関係当局の理解に漕ぎつけ実現に至った。こうした町の一連の取り組みに当時の渡辺斌衡NEC社長は、社名に高畠を冠することで謝することとし、新会社名は、「株式会社日電高畠製作所」とすることに決定された。同社は同年6月、資本金2500万円で設立。1965年1月、県内初の交代制勤務制度によって操業を始め、ゲルマニウム・アロイトランジスタの生産を開始した。
その後同社は堅調に業績を伸ばし、1969年には社名を山形日本電気(NEC山形）と改め、1970年には山形市北町にマイクロディスク・トランジスタとモールドトランジスタの増産を目的に山形工場を新設。1976年には鶴岡市宝田の鶴岡中央工業団地内に半導体ウェーハ拡散の専門工場として鶴岡工場を設け、同時に山形工場に本社を移転した。
NEC山形は技術力の高さに定評があり、1986年には県内企業としては初のデミング実施賞と半導体業界初であったPM賞を授与されたほか、1992年には半導体企業初のISO9002の認証を受けていた。2002年山形工場は閉鎖され、2003年には親会社であったNECエレクトロニクスによる600億円を投資を受け、鶴岡工場が最新鋭の量産設備に刷新された。2004年5月31日、高畠工場は分社され台湾の半導体組み立て専業メーカーであるASEグループに売却された。2008年には、山形日本電気からNECセミコンダクターズ山形に改称している。
2010年4月1日、NECエレクトロニクスとルネサス テクノロジとの経営統合に伴い、社名をルネサス山形セミコンダクタに変更した。これによりNECグループから離脱した。2013年8月2日、ルネサスが生産体制を抜本的に見直すため、今後3年以内に鶴岡工場を閉鎖すると発表した。しかしその後、同工場の技術力の高さに着目したソニーによって鶴岡工場が買収され、2014年4月1日、「ソニーセミコンダクタ山形テクノロジーセンター」として操業を開始した。2015年2月には、ソニーが画像センサーを増産する方針を決め、山形テクノロジーセンターに約100億円を投じると発表しているほか、同4月にはさらに約210億円を投じると発表している。
2016年4月1日、ソニーセミコンダクタマニュファクチャリング山形テクノロジーセンターに社名を変更した。

## 沿革
- 1964年6月 - 株式会社日電高畠製作所設立。
- 1965年1月 - 操業開始。
- 1969年 - 山形日本電気株式会社に商号変更。
- 1970年 - 山形工場操業開始。
- 1976年 - 鶴岡東工場操業開始。山形工場に本社移転。旧本社工場は高畠工場に呼称変更。
- 1984年 - 鶴岡東工場内にNEC山形サッカー部の前身となる山形日本電気サッカー同好会が創部。
- 1992年 - ISO9002認証取得。
- 1996年 - 鶴岡工場建屋完成（本社機能移転）。
- 1997年 - ISO14001認証取得。QS9000認証取得。
- 1998年 - ISO9001認証取得。
- 2002年 - 山形工場閉鎖、高畠オフィス開設。
- 2004年5月31日 - 高畠工場をASEグループに売却。
- 2008年 - NECセミコンダクターズ山形株式会社に商号変更。
- 2010年4月1日 - NECエレクトロニクスとルネサス テクノロジとの経営統合に伴い、ルネサス山形セミコンダクタ株式会社に社名変更。NECグループから離脱。
- 2014年4月1日 - ソニーの買収により、ソニーセミコンダクタ山形テクノロジーセンターとして発足。
- 2016年4月1日 - ソニーセミコンダクタマニュファクチャリング山形テクノロジーセンターに社名変更。

### 注
1. ↑  東北金属工業（現：トーキン）の分工場である東北金属米沢製作所として開設。1951年米沢製作所として独立。1983年に米沢日本電気（NEC米沢）に改称[3]。その後、NECカスタムテクニカ米沢事業場（2001年）、NECパーソナルプロダクツ米沢事業場（2003年）を経て、2011年よりNECパーソナルコンピュータ米沢事業場。
2. ↑  初代町長。同町名誉町民。
3. ↑  当時、県内における即時通話は、山形局、米沢局のみであった。
4. ↑  優れた設備学理活動を認められた企業に授与される賞。
5. ↑  山形工場は解体され敷地を売却。その後跡地は住宅街へと変貌を遂げた。
6. ↑  鶴岡東工場はソニーによって買収されず、ルネサス セミコンダクタ マニュファクチュアリング鶴岡工場として事業が継続され2016年内の閉鎖が予定されていたが、2015年11月30日、ルネサスがTDKと譲渡契約の基本合意を明らかとし、翌16年4月28日、2017年3月末までに譲渡を完了するとの最終合意を発表した[23][24]。